# Aruba na Letnich Igrzyskach Olimpijskich 1988
Arubę na Letnich Igrzyskach Olimpijskich 1988 reprezentowało 8 zawodników, 4 mężczyzn i 4 kobiety.

## Boks
- Hubert Wester - waga lekkopółśrednia  - 32. miejsce
- Jeffrey Nedd - waga lekkopółśrednia - 17. miejsce

## Judo
- Bito Maduro - waga do 86 kg - 19. miejsce

## Lekkoatletyka
- Evelyn Farrell

100 m - 53. miejsce
200 m - 59. miejsce
- Lia Melis - maraton kobiet - 56. miejsce

## pływanie synchroniczne
- Roswitha Lopez - solo - 18. miejsce
- Yvette Thuis - solo - 19. miejsce

- Roswitha Lopez, Yvette Thuis - duet 15. miejsce

## Szermierka
- Austin Thomas

floret indywidualnie - 58, miejsce
szpada indywidualnie - 70. miejsce